# Faujasiopsis reticulata
Faujasiopsis reticulata é uma espécie de planta magnoliophyta da família Asteraceae, endémica em Maurícia e seu hábitat natural são regiões subtropicais ou tropicais de secas florestas.